# Château médiéval de Clermont
Pour les articles homonymes, voir Château de Clermont.
Le château médiéval de Clermont (Clarus mons, Claromont, Clarmonz) est un ancien château fort, du XIe siècle, siège d'une châtellenie, dont les vestiges se dressent sur la commune de Clermont dans le département de la Haute-Savoie, en région Auvergne-Rhône-Alpes.
Dans la partie basse du château, dite plain-château, a été édifié à la fin du XVIe siècle, par l'évêque Gallois de Regard un château de plaisance de style Renaissance, à partir des pierres du vieux château.

## Situation
Les ruines du château de Clermont se dressent dans le département français de la Haute-Savoie sur la commune de Clermont, au sommet d'un crêt molassique le « Molard »  dit « mont Saint-Jean » à 650 mètres d'altitude. Au Moyen Âge, Clermont devient une importante bourgade fortifiée. Ces remparts venaient se raccorder à celle du plain-château.
Le château surveillait la route de Chambéry à Genève et le carrefour des routes vers Seyssel à l'ouest et vers Sallenôves à l'est.

## Historique
Le château de Clermont, mentionné sous les formes Clarus mons, Claromont, Clarmonz, est à l'origine la possession des seigneurs de Clermont. La famille de Clermont est mentionnée en 1060 comme vassal des comtes de Genève. Le château passe, à l'extinction de la lignée vers la fin du XIIe siècle, aux comtes, qui en feront le centre d'une châtellenie, puis au XIVe siècle, le siège du bailliage du Genevois. Aux XIIIe et XIVe siècles, les comtes qui résident habituellement au château d'Annecy en font leur résidence d'été et y font des travaux.
En 1346, le comte Amédée III de Genève rend hommage à l'évêque de Genève, au château.
Dans l'enceinte basse ou plain-château des familles nobles de la région y ont une demeure ; on peut citer les familles de Hauteville, Pelly (avant le XVe siècle), et après le passage du fief aux Savoie, l'installation des Viry, ainsi que les Regard, mentionnés à partir de 1395,.
À la suite de l'acquisition du comté de Genève en 1401, le château devient la propriété de la maison de Savoie. Il devient une résidence courante du prince Janus de Savoie, au même titre que ceux de Duingt et Bonneville.
La famille Regard obtient la charge de châtelain de Clermont. Pierre de Regard sera d'ailleurs anobli en 1511, et en 1512 y naît Gallois de Regard, son fils.
Le duc de Savoie Emmanuel-Philibert autorisera le 2 novembre 1576, Mgr Gallois de Regard, évêque de Bagnorea (Bagnoregio) et camérier du pape Paul IV, fortune faite, à ériger un nouveau château. Il se fera construire également un hôtel particulier à Annecy pour en faire sa résidence d’été.
En 1630, à la suite de l'invasion du duché de Savoie par les troupes de Louis XIII, le château est définitivement ruiné.

## Description

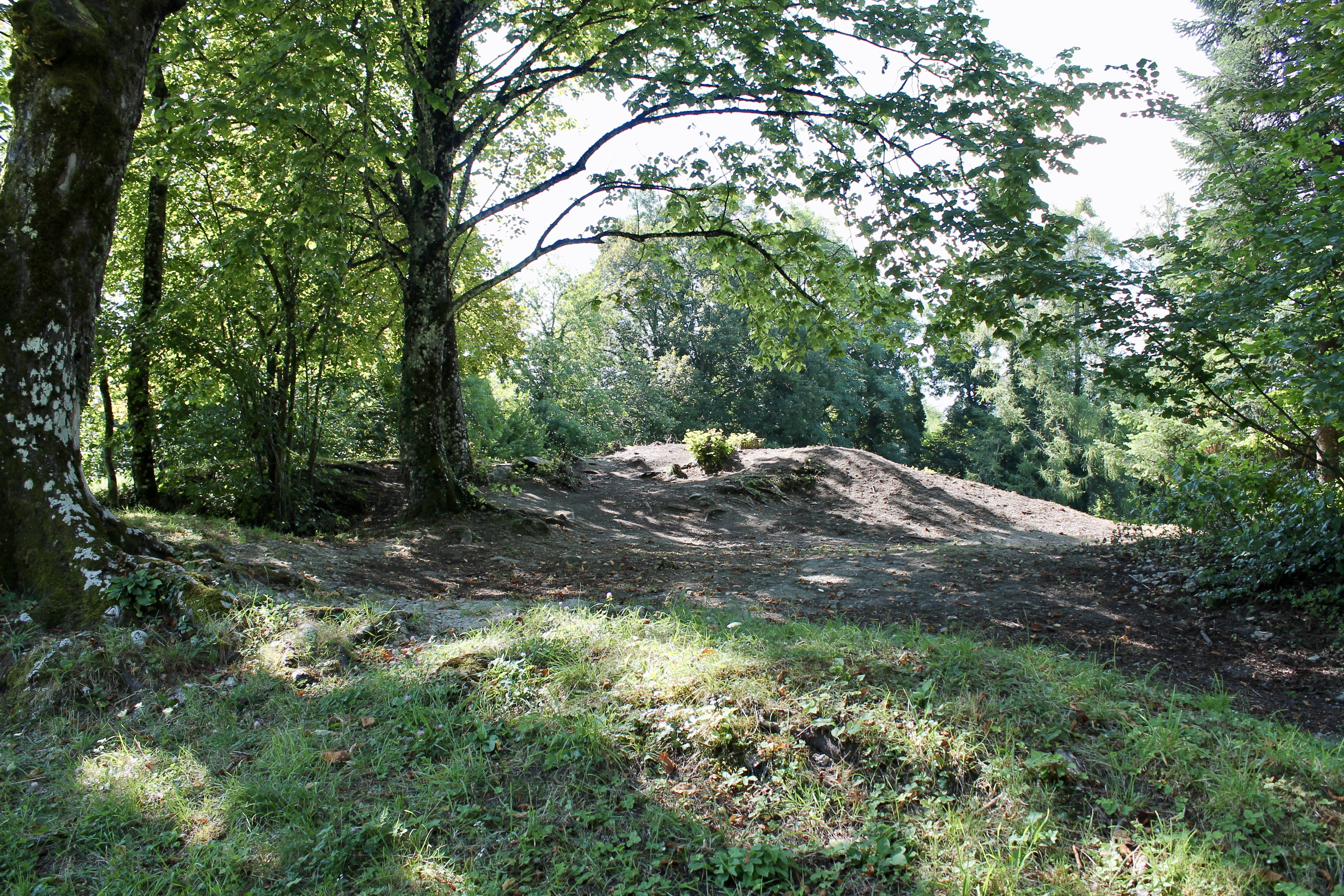
Emplacement de l'ancienne tour maîtresse du château comtal.

Il ne subsiste aujourd'hui que de rares vestiges du château médiéval, on distingue encore les débris d'une enceinte et les soubassements du donjon cylindrique de 10,40 m de diamètre. Cette tour maitresse circulaire isolée à l'origine qui avait des murs d'une épaisseur de près de 4 mètres fut vraisemblablement érigée dans le deuxième quart du XIIIe siècle. On lui accola par la suite un logis, faisant de cet ensemble un « donjon », sans en modifier son accès qui se trouvait en hauteur.
Il comprenait deux enceintes, une enceinte basse, ou « plain-château », et une enceinte haute. Dans cette dernière s'élevait un donjon enchemisé lui-même par un mur circulaire, deux tours et un corps de logis.

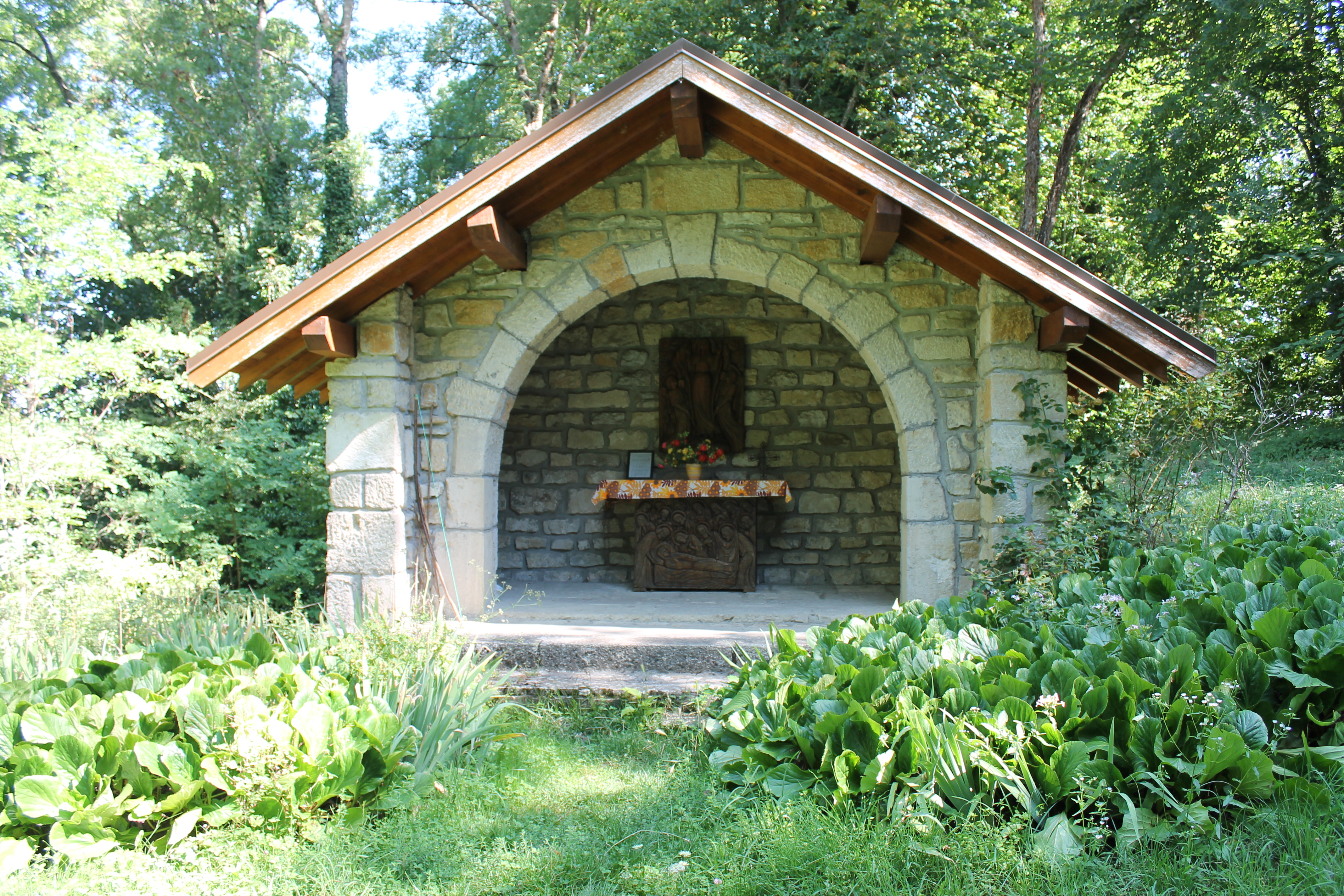
Chapelle édifiée au nord du site castral à la fin des années 1930.

### Campagne de fouille de juillet 2017
Une campagne de fouille a été réalisée sur le site disparu du château comtal durant le mois de juillet 2017, sous la conduite de Loïc Benoit, archéologue à l’Unité départementale de l’architecture et du patrimoine (UDAP) du conseil départemental de la Haute-Savoie et doctorant au Centre interuniversitaire d'histoire et d'archéologie médiévales. Une prospection géophysique a été réalisée afin d'étudier l'emplacement probable de la tour-maîtresse de l'ancien château. L'analyse permet de révéler des murs de 3,70 mètres d’épaisseur. Les fouilles ont notamment permis d'établir que l'eau était amenée par des conduites en sapin.

## Châtellenie de Clermont
Le château de Clermont est le siège d'une châtellenie, dit aussi mandement (mandamentum). Il s’agit plus particulièrement d’une châtellenie comtale, relevant directement du comte de Genève.
Au XVIIe siècle, les armes du mandement de Clermont se blasonnaient ainsi : une clef d'or en champ de gueules avec une truffe au-dessous de la clef.
Dans le comté de Genève, puis le comté de Savoie à partir de 1401, le châtelain est un « [officier], nommé pour une durée définie, révocable et amovible »,. Il est chargé de la gestion de la châtellenie ou mandement, il perçoit les revenus fiscaux du domaine, et il s'occupe de l'entretien du château. Le châtelain est parfois aidé par un receveur des comptes, qui rédige « au net [...] le rapport annuellement rendu par le châtelain ou son lieutenant ».